# Dibranchus japonicus
Dibranchus japonicus is een straalvinnige vissensoort uit de familie van vleermuisvissen (Ogcocephalidae). De wetenschappelijke naam van de soort is voor het eerst geldig gepubliceerd in 1981 door Amaoka & Toyoshima.